# Słoneczna Sonny (seria 1)
Pierwsza seria serialu telewizyjnego Słoneczna Sonny została wyemitowana na Disney Channel Polska od 5 września 2009, do 24 lipca 2010 roku, zawiera ona 21 odcinków. Występuje tutaj sześć głównych postaci: Sonny Monroe (Demi Lovato), Tawni Hart (Tiffany Thornton), Chad Dylan Cooper (Sterling Knight), Nico Harris (Brandon Mychal Smith), Grady Mitchell (Doug Brochu) oraz Zora Lancaster (Allisyn Ashley Arm).
Postaciami drugoplanowymi oraz gościnnymi są: Michael Kostroff, Nancy McKeon, Vicki Lewis, Kelly Blatz, Selena Gomez, Eden Sher, Genevieve Hannelius, Daniel Roebuck, Steve Hytner, Robert Adamson, Christina Moore oraz Jeff Dunham.

## Emisja
Serial zadebiutował 8 lutego 2009 roku na Disney Channel (USA) odcinkiem „Sketchy Beginnings”. Natomiast w Polsce miał swoją premierę 5 września 2009 roku. W USA ostatni odcinek serii, „Sonny: So Far”, wyemitowano 22 listopada 2009 roku, a w Polsce 24 lipca 2010. Serial ten jest pierwszym z kanonu Disney Channel Original Series, który od początku nadaje w HD.

## DVD
Kompletna seria pierwsza na DVD została wydana 7 maja 2010 roku. Zawiera ona wszystkie odcinki serii pierwszej oraz dodatki specjalne: Miniodcinki Mackenzie Falls, castingi obsady, wpadki i gagi.

## Główna obsada
| Bohater           | Aktor                | Polski dubbing      |
| ----------------- | -------------------- | ------------------- |
| Sonny Monroe      | Demi Lovato          | Agnieszka Mrozińska |
| Tawni Hart        | Tiffany Thornton     | Joanna Pach         |
| Chad Dylan Cooper | Sterling Knight      | Kajetan Lewandowski |
| Grady Mitchell    | Doug Brochu          | Artur Pontek        |
| Nico Harris       | Brandon Mychal Smith | Łukasz Talik        |
| Zora Lancaster    | Allisyn Ashley Arm   | Justyna Bojczuk     |

## Lista odcinków
- Seria liczy 21 odcinków.
- Demi Lovato i Tiffany Thornton są obecne we wszystkich odcinkach.
- Sterling Knight jest nieobecny w dwóch odcinkach (1 i 5).
- Allisyn Ashley Arm jest nieobecna w ośmiu odcinkach (6, 8, 12, 13, 16, 17, 18 i 21).
- Brandon Mychal Smith i Doug Brochu są nieobecni w jednym odcinku (21).

| 1 | Sketchy Beginnings                   | David Trainer            | Michael Feldman Steve Marmel               | 8 lutego 2009     | 5 września 2009      | 4.10 |
| Sonny Monroe dostaje się do programu „Z innej beczki”, więc wyjeżdża do Hollywood. Poznaje Marshalla, Tawni, Nico, Grady’ego i Zorę. Tawni nie jest zadowolona z towarzystwa Sonny, gdyż uważa, że będzie jej zabierała publiczność. Jest przygotowywany skecz o królowej pszczół, jednak nie wszystko idzie zgodnie z planem. Sonny proponuje nowy skecz, jednak Tawni nie chce go przyjąć. Potem wściekła Sonny wpada na pomysł o nowym skeczu, bez Tawni. Goście specjalni: Nancy McKeon jako Connie, Michael Kostroff jako Marshall. Nieobecny: Sterling Knight jako Chad Dylan Cooper. Skecze: Zagrane: Chłopiec delfin, Królowa pszczół, Złe pszczoły. Wspomniane: Mam ja mumie, Skecz o wymiotach, Skecz o kurczakach, Skecz o matce i dziecku. |                                      |                          |                                            |                   |                      |      |
| 2 | West Coast Story                     | David Trainer            | Michael Feldman Steve Marmel               | 8 lutego 2009     | 6 września 2009      | 4.00 |
| Sonny spotyka Chada Dylana Coopera i jest tym zachwycona. Przyjaciele jej mówią, że to konkurencja. Sonny próbuje odzyskać miejsce parkingowe, które Chad im zajął, jednak jej to nie wychodzi. Ostatecznie wyzywa go na gorące krzesła: „Z innej beczki” kontra „McKenzie Falls”. Sonny podstępem wygrywa ostatnią konkurencję i z dumą ogłasza się jedną z ofiar „Z innej beczki”. Pierwsze wystąpienie: Sterling Knight jako Chad Dylan Cooper. Gość specjalny: Jillian Murray jako Portlyn. Nawiązanie tytułu: West Side Story Nawiązania: Ashley Tisdale, Hannah Montana, Teen Choice Award Nota: Od 7 listopada ten odcinek nadaje w wersji z dubbingiem. Wcześniej był lektor. Skecze: Zagrane: Fasty's. Wspomniane: Kelnerka Madge. |                                      |                          |                                            |                   |                      |      |
| 3 | Sonny at the Falls                   | Eric Dean Seator         | Phil Baker Drew Vaupen                     | 15 lutego 2009    | 12 września 2009     | 3.50 |
| Pomysły Sonny na skecz przestają być najlepsze, przez co ekipa „Z innej beczki” ignoruje ją. Chad wykorzystuje sytuację i zaprasza Sonny na plan „Mackenzie Falls”, gdzie dziewczyna bardzo dobrze się czuje. Tymczasem Tawni, Nico i Grady są wściekli, gdyż kucharki nie chcą im dać wytrawnego obiadu tak jak Falls'om, więc postanawiają iść do nich i spytać ich, jak dostać homara czy też polędwicę. Gdy przyjaciele Sonny nakrywają ją w studiu Fallsów zakładają jej szlaban na przebywanie w rekwizytorni. Sonny chcąc im zrobić na złość staje się jedną z Fallsów. Wtedy to Tawni, Nico, Grady i Zora chcąc odzyskać Sonny wykorzystują jej ostatni pomysł na skecz – „Super ofiara 5”. Sonny jest wzruszona i powraca do studia „Z innej beczki”. Goście specjalni: Jillian Murray jako Portlyn, Wendy Worthington jako Brenda. Nawiązania: Zac Efron. Skecze: Zagrane: Super Ofiar 5. |                                      |                          |                                            |                   |                      |      |
| 4 | You've Got Fan Mail                  | Philip Charles MacKenzie | Phil Baker Drew Vaupen                     | 22 lutego 2009    | 26 września 2009     | 3.71 |
| Sonny jest załamana, ponieważ nie dostaje żadnych listów od fanów. Wykorzystuje to Tawni, która dokucza koleżance, by ta się załamała. Sonny wpada na pomysł, by sama napisać do siebie taki list. Niestety nie wszystko idzie z planem, ponieważ zaaferowany Marshall, dzwoni do Erica (niby fana) i zaprasza go na plan. Sonny nie ma wyjścia i sama przebiera się za Eryka. Dzięki temu Tawni ujawnia tajemnice, że to ona chowa listy Sonny. Niestety Tawni dowiaduje się, że to Sonny jest Erykiem. Aby zniszczyć plan Sonny, Tawni namawia Marshalla by zaprosił fana do programu i przedstawił się. Tymczasem Nico i Grady próbują otworzyć zakazane pudło Zory, a Chad bierze praktyki u Josha – doręczyciela poczty. Goście specjalni: Michael Kostroff jako Marshall, Brent Tarnol jako Josh. Nawiązanie tytułu: You've Got Mail Nawiązania: You Can Dance – po prostu tańcz, Blackbird Skecze: Zagrane: Taniec z pęcherzami/Mam sialent Wspomniane: Skecz o brzdącu. |                                      |                          |                                            |                   |                      |      |
| 5 | Cheater Girls                        | Eric Dean Seaton         | Dava Savel                                 | 1 marca 2009      | 3 października 2009  | 3.07 |
| Mistrzowski skecz Sonny i Tawni „Weź to obczaj!” bije wszystkie inne na głowę. Jednak w tym czasie w szkole przybywa strasznie dużo sprawdzianów. Sonny szczególnie trudno idzie geometria. Przyjeżdża jej matka i rozmawia z nią na temat ocen. Sonny postanawia brać korepetycje od Zory. Jednak jest dalej pogrążona w marzeniach o przyszłości jej skeczu. Tawni namawia ją więc do ściągania, ale gdy wydaje się to na sprawdzianie ona i Tawni dostają szlaban na program. Ich skeczowe postacie zagrać więc mają Grady i Nico. Sonny postanawia szybko poprawić test, by zdążyć na program. Tymczasem Nico i Grady kupują sobie węża, dzięki któremu Nico chce poderwać jedną dziewczynę. Goście specjalni: Nancy McKeon jako Connie, Michael Kostroff jako Marshall i Vicki Lewis jako Pani Bitterman Nieobecny: Sterling Knight jako Chad Dylan Cooper Nawiązanie tytułu: The Cheetah Girls Skecze: Zagrane: Weź to obczaj cz.1. |                                      |                          |                                            |                   |                      |      |
| 6 | Three's Not Company                  | Eric Dean Seaton         | Amy Engelberg Wendy Engelberg              | 8 marca 2009      | 10 października 2009 | 3.87 |
| Chad Dylan Cooper zaprasza Tawni i Sonny na swoje urodziny. Jednak Sonny odmawia, gdyż przyjeżdża do niej przyjaciółka z Wisconsin – Lucy. Ukrywa to przed gościem. Jednak potem prawda wychodzi na jaw przez Tawni, więc Lucy, której marzeniem było pójść na urodziny Chada obraża się na Sonny. Zrozpaczona dziewczyna próbuje wtargnąć na urodziny Chada, żeby przeprosić Lucy. Jednak ochrona nie chce jej wpuścić. Na szczęście, dziewczynie udaje się przeprosić zranioną koleżankę. Tymczasem Nico i Grady mają dość tego, że ochroniarz Murphy ciągle podjada im pizzę, więc doprawiają ją najostrzejszym sosem na świecie, przez co Murphy ląduje w szpitalu. Goście specjalni: Eden Sher jako Lucy, Steve Hytner jako Murphy, Johari Johnson jako kobieta z przyjęcia Chada, Brian Norris jako dostawca pizzy. Nieobecna: Allisyn Ashley Arm jako Zora Lancaster. Nawiązanie tytułu: Three's Company Nawiązania: Frankie Jonas, Zac Efron, Justin Timberlake, Ashley Tisdale, Hannah Montana Skecze: Zagrane: Antyłobuzerski plecak. Wspomniane: Złe pszczoły, Skecz fryzjerski. |                                      |                          |                                            |                   |                      |      |
| 7 | Poll'd Apart                         | David Trainer            | Amy Engelberg Wendy Engelberg              | 15 marca 2009     | 31 października 2009 | 3.99 |
| Tawni zostaje ośmieszona na ogólnoświatowym blogu „Sharona wie”. Sonny nie może znieść przygnębienia Tawni, więc składa Sharonie wizytę. Przez przypadek wygaduje się o tym, że Tawni nosi łysą perukę. Przez to Tawni zostaje jeszcze bardziej dobita na blogu. Sonny chce zemścić się na Sharonie, więc wystawia z przyjaciółmi skecz pt. „Wiedźma od bloga”. Sharona jest wściekła więc grozi im, że jeśli pojawią się na rozdaniu nagród, to zniszczy ich wszystkich. Wtedy Sonny wpada na genialny plan ośmieszenia Sharony na uroczystości rozdania nagród. Tymczasem Chad wykorzystuje Nico i Grady’ego, którzy chcą z nim jechać jego nowym kabrioletem. Skłóca ich ze sobą, a i tak żadnego z nich nie zabiera ze sobą. Goście specjalni: Elisa Donovan jako Sharona, Lily Holleman jako mała Poppy. Nawiązania: Czarnoksiężnik z Krainy Oz Skecze: Zagrane: Zła wiedźma od bloga. |                                      |                          |                                            |                   |                      |      |
| 8 | Fast Friends                         | David Trainer            | Michael Feldman Steve Marmel               | 29 marca 2009     | 29 grudnia 2009      | 3.24 |
| Sonny ma wywiad z Tween Weekly TV. Chad próbując poprawić swój wizerunek jej kosztem udaje na wizji jej przyjaciela. Sonny beszta go za to, nie wiedząc, że jest nagrywana. Przez to wychodzi na zołzę. Postanawia zrobić z wywiadem Chada to co on zrobił z jej wywiadem. Tymczasem Nico i Grady zarabiają fortunę na rzeczach i kosmetykach Tawni sprzedanych przez internet. Role gościnne: Rich Ceraulo jako Santiago Geraldo. Nieobecna: Allisyn Ashley Arm jako Zora Lancaster. Nawiązanie tytułu: Przyjaciele Skecze: Zagrane: Babcine potyczki. |                                      |                          |                                            |                   |                      |      |
| 9 | Sonny With a Chance of Dating        | Eric Dean Seaton         | Cindy Caponera                             | 12 kwietnia 2009  | 19 grudnia 2009      | bd.  |
| Sonny spotyka kumpla Chada, Jamesa Conroya i umawiają się na randkę. Gdy wysyła kwiaty dla Sonny, Tawni mocno protestuje temu, aby dziewczyna z Wisconsin umówiła się z tym właśnie typem. Blondynka opowiada jej, że James rzucił jej koleżankę, jednak ta jej nie słucha. Tawni idzie więc do Chada i każe mu, aby zakazał Jamesowi umówić się z Sonny. Chad też jest zdziwiony, ponieważ pierwsze słyszy o ich randce. Postanawia razem z Tawni ją zniszczyć. Tymczasem na randce Sonny ciągle wygrywa wszystkie konkurencje. Zjawiają się Tawni i Chad, by im przeszkodzić. Tymczasem Sonny dowiaduje się, że James tak naprawdę rzucił Tawni, a nie jej koleżankę. James widzi, jak Tawni bardzo go nienawidzi, więc chce ją odzyskać. Obydwie planują się zemścić na Jamesie i Sonny idzie na udawaną randkę z Chadem. Tymczasem Nico i Grady chcą jeść jogurt bezpośrednio z automatu, jednak ochroniarz Murphy daje im za to szlaban. Zora udaje prawnika, by ich wybawić, jednak jeszcze bardziej pogarsza sytuację. Goście specjalni: Kelly Blatz jako James Conroy, Steve Hytner jako Murphy. Nawiązanie tytułu: Sonny With A Chance oraz Cloudy With a Chance of Meatballs Nawiązania: To wspaniałe życie, Beyoncé Knowles Skecze: Wspomniane: Sally Jackson – Dziecko Prawnik, Wesołe przyjęcie dla lalek. |                                      |                          |                                            |                   |                      |      |
| 10 | Sonny and the Studio Brat            | Eric Dean Seaton         | Amy Engelberg Wendy Engelberg              | 26 kwietnia 2009  | 25 grudnia 2009      | bd.  |
| Plan 'Z innej beczki' ma odwiedzić biedna, mała dziewczynka. Sonny jako ambasador śmiechu ma zadanie zająć się Dakotą. Dziewczynka okazuje się być jednak wybuchowa, despotyczna i.. zakochana do bólu w Chadzie. Tymczasem Tawni, Nico i Grady zakładają fikcyjny klub 'Piwnica'. Ich zdjęcia ukazują się w gazecie. Teraz każdy, kto się liczy chce zostać wkręcony do klubu. Wśród nich są Chad i pan Condor. Sonny widzi w tym doskonałą okazję do spotkania Dakoty i Chada. Niestety dziewczynka zaczyna wkurzać Chada, jej zamiłowaniem do niego, więc próbuje się jej pozbyć. W tym samym c zasie do 'Piwnicy' wchodzi ojciec Dakoty, pan Condor. Goście specjalni: Genevieve Hannelius jako Dakota, Daniel Roebuck jako pan Condor. Nawiązania: Mary-Kate Olsen, Ashley Olsen, Miley Cyrus, Hannah Montana, Tobey Maguire, Narnia Skecze: Wspomniane: Skecz o piwnicy, Serowe gacie. |                                      |                          |                                            |                   |                      |      |
| 11 | Promises, Prom-mises                 | David Trainer            | Dava Savel                                 | 3 maja 2009       | 6 lutego 2010        | 4.12 |
| Sonny chce zrobić bal. Tawni chce być królową, a Nico uczy Grady’ego, jak tańcem poderwać dziewczyny. Niestety mu to nie wychodzi. Tymczasem Marshall sprawia sobie nowego GPS-a. Sonny idzie do niego z informacją o balu, lecz on się nie zgadza. Sonny więc robi tajny bal i zaprasza ekipy z innych programów. Dziewczyna tworzy super bal, lecz nie może na nim być, ponieważ są komplikacje. Zora mówi głosem GPS-a, żeby Marshalla nie było na balu, lecz Nico się odzywa, co psuje cały plan. Marshall wraca i ekipa z innej beczki wszystko sprząta. Jednak później producent wyraża zgodę na bal, a Sonny tańczy z Chadem. Gość specjalny: Michael Kostroff jako Marshall Pike. Nawiązanie tytułu: Promises, Promises Nawiązania: Grasz czy nie grasz Skecze: Wspomniane: Balowy skecz, Skecz o księżniczce, Skecz o syrence. |                                      |                          |                                            |                   |                      |      |
| 12 | The Heartbreak Kids                  | Eric Dean Seaton         | Cindy Caponera                             | 17 maja 2009      | 25 grudnia 2009      | 3.46 |
| Ekipa „Z innej beczki” twierdzi, że pani Bitterman jest wredna naumyślnie, a Sonny mówi im, że zachowuje się tak bo jest samotna. Na stołówce planują zeswatać nauczycielkę z Marshallem. Jednak Marshall jest tak zakochany, że ulega ukochanej i zmienia skecze, bo ona tak chce. Ekipa postanawia rozbić ten związek, więc Sonny wciąga w to Chada. Chcą wystraszyć Marshalla przebierając Nico i Grady’ego za Wielką Stopę. Plan nie wypala, gdyż Bitterman zaczyna bić się z 'Wielką Stopą'. Sonny mówi Marshallowi, że nie mają nic przeciwko ich związkowi ale chcą, by skecze były takie jakie są. Marshall zgadza się. Goście specjalni: Michael Kostroff jako Marshall Pike, Vicki Lewis jako Pani Bitterman. Nieobecna: Allisyn Ashley Arm jako Zora Lancaster. Nawiązanie tytułu: The Heartbreak Kid Nawiązania: Zostań top modelką Skecze: Zagrane: Szkocki supermodel. |                                      |                          |                                            |                   |                      |      |
| 13 | Battle of the Networks' Stars        | Eric Dean Seaton         | Michael Feldman Steve Marmel               | 7 czerwca 2009    | 27 lutego 2010       | 4.00 |
| Chad przygotowuje film pt. Chad Dylan Cooper. Historia Chada Dylana Coopera. W studiu ma się odbyć casting na odtwórców ról członków ekipy Z innej beczki. Ostatecznie Chad zatrudnia wszystkich prawdziwych członków ekipy do swego filmu, oprócz Sonny, którą ma zagrać Selena Gomez. Sonny jest zła na Selenę, która uważa, że ją i Chada coś łączy. Tymczasem Nico i Grady zaprzyjaźniają się ze swoimi sobowtórami, którzy z kolei próbują poderwać Tawni. Gość specjalny: Selena Gomez jako ona sama. Nieobecna: Allisyn Ashley Arm jako Zora Lancaster. Nawiązanie tytułu: Battle of the Networks Stars Nawiązania: Camp Rock, Mitchie Torres, Jonas Brothers, Robert Feggans, Harry Potter, Czarodzieje z Waverly Place, Lassie, Hannah Montana Skecze: Zagrane: Przygody Pryksia cz.1. |                                      |                          |                                            |                   |                      |      |
| 14 | Prank'd                              | Carl Lauten              | Kevin Kopelow Heath Seifert                | 5 lipca 2009      | 20 lutego 2010       | 5.16 |
| Chad ma poprowadzić nowy program, w którym znane gwiazdy będą robione w balona. Cała ekipa 'Z innej beczki' boi się, że zostanie wkręcona. Nico i Grady robią sobie kawały, myśląc, że któryś z nich konspiruje z Chadem. Sonny tymczasem zostaje zaproszona na casting do jej ulubionego serialu „Fashonity” i myśląc, że to tylko żart Chada, robi z castingu jeden wielki cyrk. Gdy okazuje się, że był to prawdziwy casting, Chad zaprasza Tawni do castingu na „Fashionitę”, robiąc jej tym samym kawał. Tymczasem ofiarą żartu pada sam... Chad! Gość specjalny: Andrew Abelson jako reżyser. Nawiązanie tytułu: Punk'd Nawiązania: I'm a Little Teapot, Deadliest Catch, Abraham Lincoln, Lassie Skecze: Zagrane: Przygody Pryksia cz.2. |                                      |                          |                                            |                   |                      |      |
| 15 | Tales from the Prop House            | Eric Dean Seaton         | Dava Savel                                 | 2 sierpnia 2009   | 30 kwietnia 2010     | 3.96 |
| Ekipa „Z innej beczki” dostaje 24 godziny na opuszczenie swojej garderoby. Okazuje się, że zostanie ona nową salą do medytacji ekipy programu „Mackenzie Falls”. Sonny, Tawni, Nico, Grady i Zora decydują się odzyskać pokój. Goście specjalni: Michael Kostroff jako Marshall Pike, Jillian Murray jako Portlyn. Nawiązanie tytułu: Tales from the Crypt Skecze: Zagrane: Chłopiec delfin, Weź to obczaj cz.2, Nieznośna blond. Wspomniane: Skecz o gargulcu, Skecz o krasnalu cz.1, Skecz o krasnalu cz.2. |                                      |                          |                                            |                   |                      |      |
| 16 | Sonny in the Kitchen with Dinner [B] | Linda Mendoza            | Danny Warren                               | 16 sierpnia 2009  | 15 maja 2010         | bd.  |
| Tawni zakochała się w jednym chłopaku, ale nie ma odwagi do niego podejść. Sonny umawia ich na randkę, na której przez przypadek się z nim całuje. Teraz Sonny chce pomóc przyjaciółce odzyskać Haydena, więc zaprasza ich oboje do swojego domu (Hayden myśli, że to dom Tawni). Nie wszystko jednak idzie według planu. Tymczasem Nico i Grady chcą mieć na stołówce kanapki nazwane ich imionami, tj. Chad, Ashley Tisdale, Vanessa Hudgens czy Jonas Brothers. Chad przekupuje właściciela stołówki, aby ten nie przyjął ich kanapek. Goście specjalni: Robert Adamson jako Hayden, Lanny Horn jako Howie, Max Williger jako dostawca. Nieobecna: Allisyn Ashley Arm jako Zora Lancaster Nawiązanie tytułu: I've Been Working on the Raiload Nawiązania: Jack Nicholson |                                      |                          |                                            |                   |                      |      |
| 17 | Guess Who's Coming to Guest Star     | Eric Dean Seaton         | Michael Feldman Steve Marmel               | 27 września 2009  | 28 marca 2010        | 4.16 |
| Chad Dylan Cooper ma zagrać gościnnie w jednym skeczu „Z innej beczki”. W scenariuszu skeczu Sonny całuje Chada, lecz naprawdę Sonny tego nie chce. Chad mówi jej, że się w nim zakocha, ale ona w to nie wierzy. Wkrótce zakochuje się w Chadzie. Tymczasem Marshall daje Nico i Grady'emu swoje biuro i swój urząd na tydzień. Nico i Grady próbują jak najlepiej to wykorzystać. Podczas kręcenia skeczu na żywo, Sonny unika patrzenia Chadowi w oczy. Ostatecznie Chad całuje świnię Nica i Grady’ego. Goście specjalni: Michael Kostroff jako Marshall, David Magidoff jako Dave, Paul Butler jako Młody Chad, True Bella jako Młoda Tawni. Nieobecna: Allisyn Ashley Arm jako Zora Lancaster Nawiązanie tytułu: Guess Who's Coming to Dinner Nawiązania: Zmierzch, Robert Pattinson, Ashley Tisdale, Vanessa Hudgens, Selena Gomez Skecze: Zagrane: Boski ratownik. |                                      |                          |                                            |                   |                      |      |
| 18 | Hart to Hart [B]                     | Eric Dean Seaton         | Josh Silverstein Lanny Horn                | 1 listopada 2009  | 24 lipca 2010        | 4.17 |
| Sonny poznaje matkę Tawni i zarazem jej menadżerkę – Tammi Hart. Kobieta każe córce występować w skeczach, które ją ośmieszają. Za namową Sonny, Tawni zwalnia matkę z funkcji menadżerki, a następnie z roli matki. Wprowadza się do Sonny i jej matki. Gdy zaczyna wykorzystywać nową rodzinę, Sonny i Connie postanawiają pozbyć się Tawni. W tym czasie Nico i Grady usiłują dostać się do toalety Chada. Zadanie ułatwia im nieobecność Murphy’ego, którego zastąpił Jeff i jego gadająca lalka. Goście specjalni: Christina Moore jako Tammi Hart, Nancy McKeon jako Connie, Jeff Dunham jako Jeff/Walter. Nawiązanie tytułu: Hart to Hart Skecze: Wspomniane: Głupia blondynka, Skecz o piniacie. |                                      |                          |                                            |                   |                      |      |
| 19 | Sonny in the Middle [B]              | Eric Dean Seaton         | Lanny Horn Josh Silverstein                | 8 listopada 2009  | 13 czerwca 2010      | bd.  |
| Sonny urządza przyjęcie urodzinowe dla Nico i Grady’ego. Kupuje im wspólny prezent, co powoduje kłótnię chłopaków. Po tym jak nie udaje im się wspólny skecz, Sonny postanawia ich pogodzić. Wybiera się do z nimi do kina na dwa różne filmy. Tymczasem Zora wykorzystuje Chada i Tawni, aby chodzili z nią do kostnicy. Gość specjalny: Lanny Horn jako Howie. Nawiązanie tytułu: Malcolm in the Middle Nawiązania: Stowarzyszenie wędrujących dżinsów, Cztery wesela i pogrzeb Skecze: Zagrane: Garry i Larry. |                                      |                          |                                            |                   |                      |      |
| 20 | Cookie Monsters                      | Eric Dean Seaton         | Kevin Kopelow Heath Seifert Cindy Caponera | 15 listopada 2009 | 17 kwietnia 2010     | bd.  |
| Zora i Dakota rywalizują w sprzedaży ciasteczek jako kwiat-harcerki. Sonny pomaga Zorze, a Dakota zmusza Chada do pomocy. Nagle przychodzi pani Montecore, druhna, przez którą Sonny nie została kwiat-harcerką jeszcze w Wisconsin. W tym czasie Tawni stara się nie patrzeć w lustro, a Grady i Nico tworzą perfumy, które przyciągają wszystkie dziewczyny. Przez głupi wybryk Sonny Pani Montecore wyrzuca Zorę z harcerstwa, lecz gdy Zora 'leczy' jej złamaną kostkę, przyjmuje ją z powrotem. Podczas kłótni o ostatnie opakowanie ciasteczek Chad zjada je wszystkie tak szybko, że się dławi. Sonny ratuje go i zostaje pełnoprawną kwiat-harcerką, a Zora pobija rekord. Goście specjalni: Genevieve Hannelius jako Dakota, Patricia Bethune jako pani Montecore, Madison De La Garza jako Młoda Sonny. Nawiązania: Zac Efron, Camp Rock, Mroczny rycerz |                                      |                          |                                            |                   |                      |      |
| 21 | Sonny: So Far [B]                    | Eric Dean Seaton         | Michael Feldman Steve Marmel               | 22 listopada 2009 | 24 lipca 2010        | 3.73 |
| Sonny i Tawni występują w słynnym Talk Show Gilroya Smitha Mam cię!. Niestety dowiadują się, że studio i kulisy są przepełnione ukrytymi kamerami. Prezenter Gilroy chce podstępem zmusić dziewczyny do wyjawienia sekretów prosto z planu „Z innej beczki”. Chce też, aby dziewczyny przyznały co tak naprawdę sądzą o sobie. W pewnym momencie w studiu pojawia się Chad także zaproszony przez Smitha. Gdy bezlitosny prowadzący pokazuje nagranie ze spotkania Chada i Sonny oni udają się na tajemną rozmowę za kulisy. Nie wiedząc, że także tam są kamery prowadzą szczerą rozmowę. Nikt nie dowiaduje się o co im chodziło, gdyż Tawni przypominając sobie wszystko co Sonny dla niej zrobiła wyłącza telewizor. Gość specjalny: Eric Toms jako Gilroy Smith. Nieobecni: Brandon Mychal Smith jako Nico Harris, Doug Brochu jako Grady Mitchell oraz Allisyn Ashley Arm jako Zora Lancaster (chociaż pojawiają się we wspomnieniach Sonny i Tawni, a także są tematem rozmowy dziewczyn z Gilroyem.). Skecze: Wspomniane: Weź to obczaj cz.2. Nota: Jest to ostatni odcinek pierwszej serii. |                                      |                          |                                            |                   |                      |      |
| - A^ Podczas premiery na Disney Channel USA. - B^ Odcinek ten ukazał się na DVD przed emisją na Disney Channel Polska. |                                      |                          |                                            |                   |                      |      |